# تپه منصورآباد (اورتا قلعه)
تپه منصورآباد (اورتا قلعه) مربوط به دوران پیش از تاریخ ایران باستان - دوران‌های تاریخی پس از اسلام است و در شهرستان رزن، روستای منصورآباد واقع شده و این اثر در تاریخ ۲۰ اردیبهشت ۱۳۷۸ با شمارهٔ ثبت ۲۳۳۴ به‌عنوان یکی از آثار ملی ایران به ثبت رسیده است.